# 野坂だのせ祭り

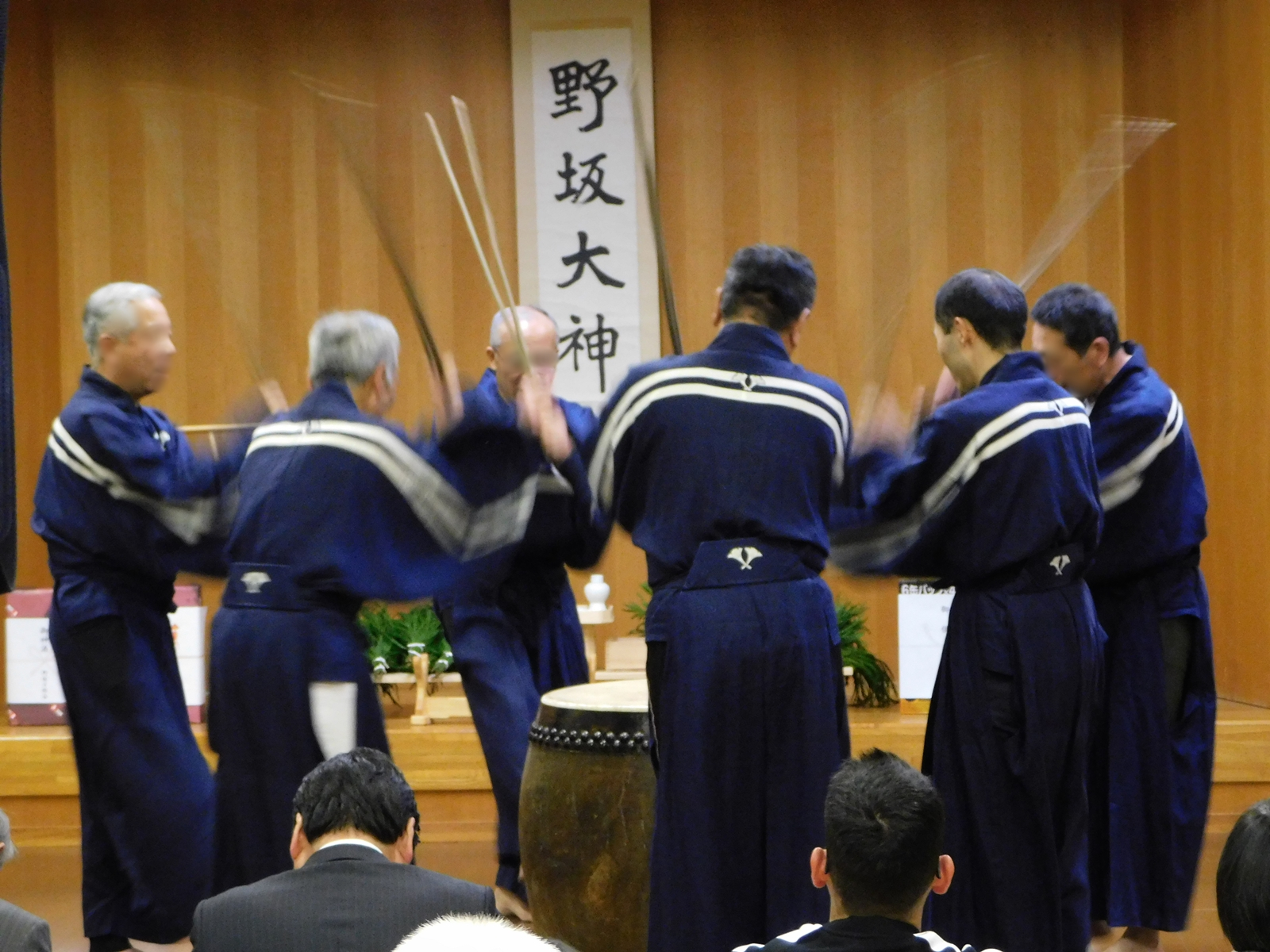
お田打ちの儀式

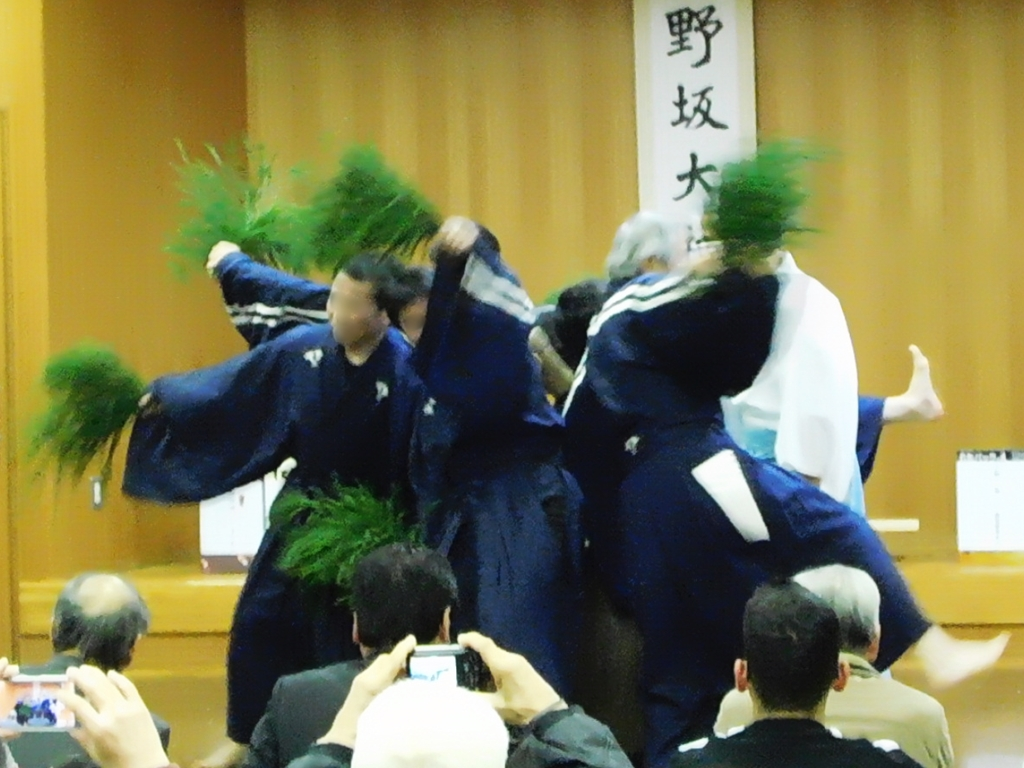
お田植えの儀式

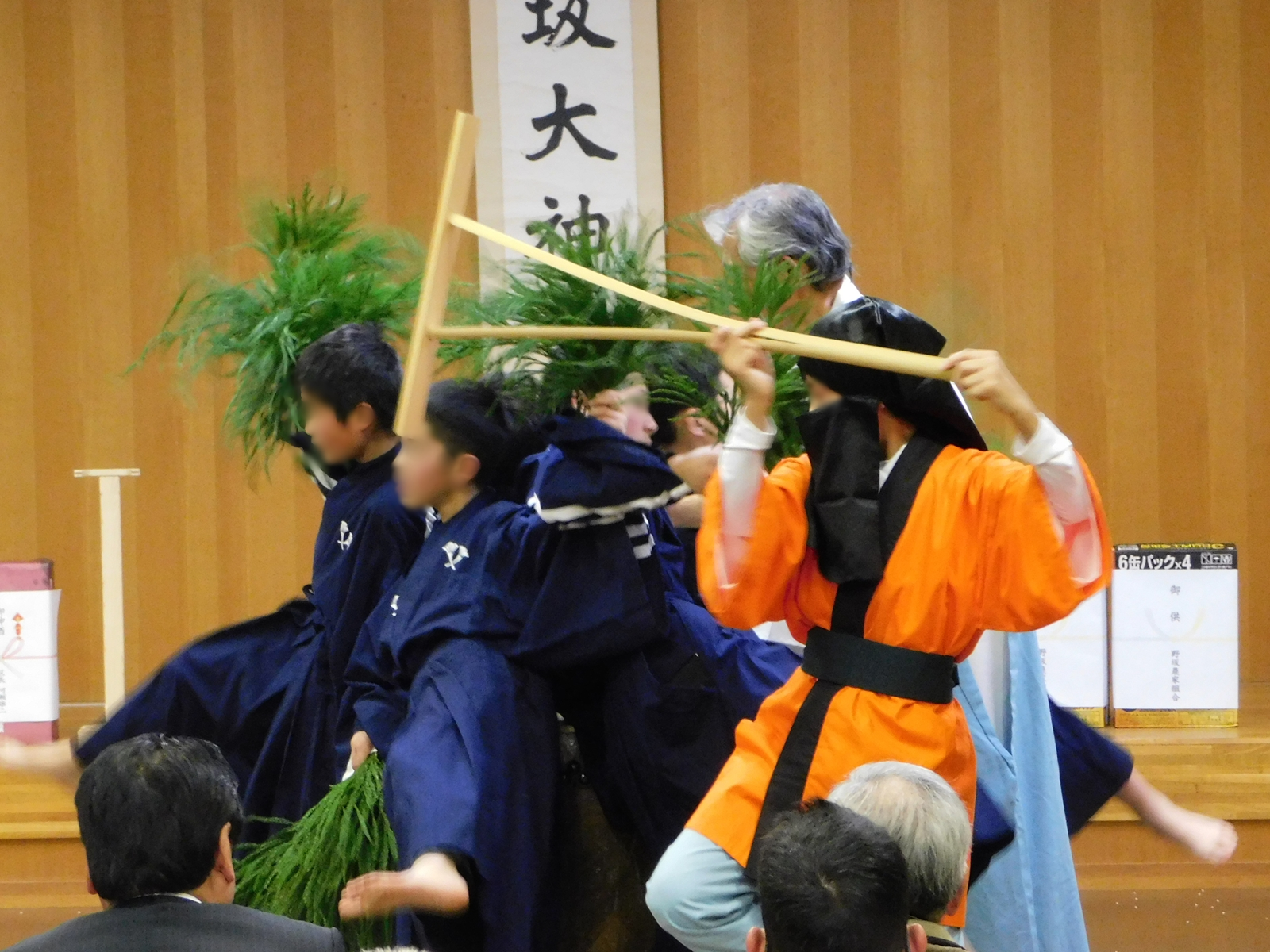
えぶりさし

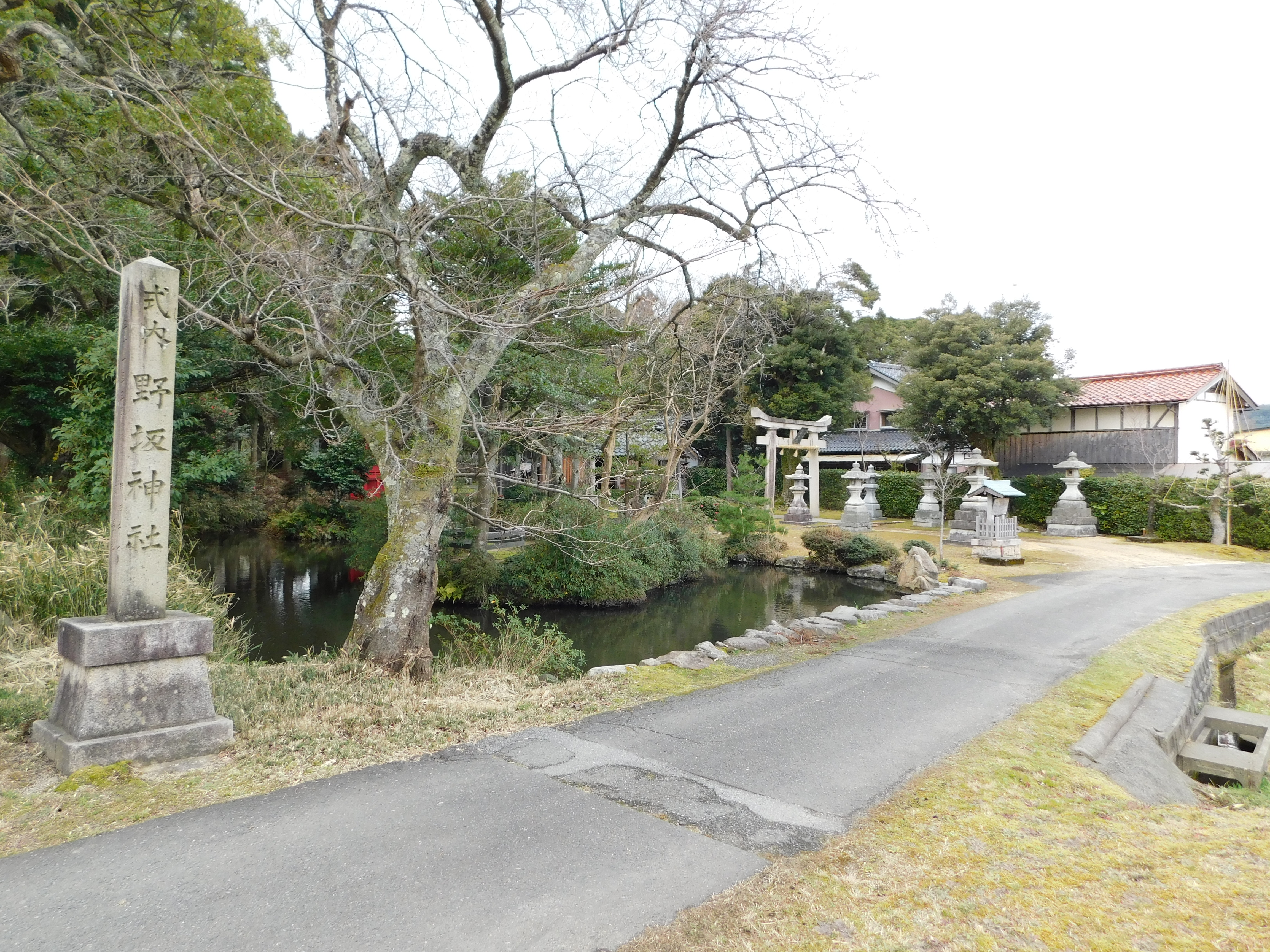
野坂神社

野坂だのせ祭りは、福井県敦賀市野坂にて毎年2月中旬に行われる豊作を祈願する伝統行事である。室町時代に始まったとされ、稲作作業の動きを模倣した田打ち踊りと田植え踊りなどが行われる。県指定無形民俗文化財に指定されている。

## 概要
「だのせ」は「田之生」や「田主」が転じたといわれ、室町時代から伝わるその年の五穀豊穣を祈願する祭りで、予祝芸能の一つである。素襖（すおう）と呼ばれる紺色の衣装を身に着けた男衆6名が一組になり、野坂神社の宮司の祝詞や太鼓に合わせ、田起こしと田植えを模した踊りを野坂大神に奉納する。「お田打ちの儀式」では、「だーのせーのせーのやー」と掛け声をかけながら、チサ(エゴノキ)で作った木の棒を鍬に見立て、中央に置かれた大太鼓をたたき、田を耕す動作を繰り返す。「田植え儀式」では、青葉のスギの枝を稲の苗に見立て、両手に持ち、大太鼓を中心に背中合わせとなり、大きく足を上げたあとに、前に飛び跳ねて、田植えをする動作を繰り返す。野坂地区内の児童6名と大人6名が交互に踊り、合計6回行われる。
踊りのほかに、各儀式のあとには希望する観覧者を「果報者」として胴上げして厄払いをすることも行われる。また「福男」による種まきがあり、田植え儀式の最中に田を均す道具「えぶりさし」を持った男性や昼の弁当を届けに来る「小昼持ち」(こびるもち)という女性(男性が演じる)が登場する。

## 神事進行
野坂岳の麓の野坂神社と野坂公会堂で毎年2月中旬ごろに行われる。午前中は、野坂神社にて、祈願式、万歳楽の儀式、当渡しの儀式が行われ、午後から、野坂公会堂にて、だのせの神事が奉納される。